# Westlicher Wengenkopf
Le Westliche Wengenkopf est une montagne culminant à 2 235 m d'altitude dans les Alpes d'Allgäu.

## Toponymie
En 1774, le cartographe Peter Anich (de) mentionne dans l'Atlas Tyrolensis (de) une Wengen kopf B. Il désigne une zone de pâturage au sud de la montagne ; Wengen est le pluriel de Wang, « pâturage ».

## Géographie

### Situation
La montagne fait partie du groupe de Daumen et s'élève sur une crête qui va du Nebelhorn (2 224 m) au nord-est jusqu'au Großer Daumen (2 280 m). L'Östlicher Wengenkopf (de) (2 207 m) est au nord-est.

### Géologie
La crête qui comprend le Westlicher Wengenkopf est constituée par un chevauchement de dolomie. Ces plis sont orientés vers le nord. Il en résulte des versants au sud plus doux et des faces au nord raides.

## Ascension
Les points de départ pour l'ascension du Westlichen Wengenkopf sont l'Edmund-Probst-Haus, au pied du Nebelhorn, ainsi que le Nebelhornbahn (de).
Depuis le sentier de randonnée entre la station et le Großer Daumen, le sommet peut être atteint en traversant sur les éboulis, une variante peu fréquentée. Le plus souvent, on suit le parcours de la via ferrata de Hindelang d'une difficulté modérée et des passages d'escalade simples. À l'est du Westlichen Wengenkopf, il y a la voie de descente d'urgence de la via ferrata.
Les voies d'escalade se trouvent sur la face nord du Westlichen Wengenkopf. La plus connue est la Bayerländer Weg (cotation 4), ouverte en 1936. Il existe aussi d'autres voies cotées jusqu'à 4+.